# 다이애나 윈 존스
다이애나 윈 존스(영어: Diana Wynne Jones, 1934년 8월 16일 ~ 2011년 3월 26일)는 영국의 작가이다. 주로 판타지 소설을 썼다. 주요 작품으로는 소설 《하울의 움직이는 성(Howl's Moving Castle)》등이 있다.